# Ederswiler
Ederswiler es una comuna suiza del cantón del Jura, situada en el distrito de Delémont. Limita al norte y este con la comuna de Roggenburg (BL), al sur con Movelier, y al oeste con Pleigne.
Ederswiler es la única comuna del cantón del Jura en la que no existe una mayoría francófona, ya que un 85% de la población habla alemán.